# Ибрагимов, Надир Баба оглы
Надир Баба оглы Ибрагимов (азерб. Nadir Baba oğlu İbrahimov, 1932 − 1977) — азербайджанский советский астрофизик Шемахинской астрофизической обсерватории имени Насреддина Туси. Надир Ибрагимов занимался в основном исследованием физики атмосфер ряда планет Солнечной системы. Именем Ибрагимова назван кратер на поверхности Марса.

## Биография
Надир Ибрагимов родился в селении Лагич (по другим источникам — г. Губа) Азербайджана 28 декабря 1932 года в семье ремесленника. Среднее образование получил в Губе. В 1956 году Ибрагимов окончил физико-математический факультет Азербайджанского государственного университета. Руководителем дипломной работы Ибрагимова был академик Гаджибек Султанов, который впоследствии предложил ему работать в секторе астрофизики Академии наук Азербайджанской ССР. Дипломной работой и одновременно первой опубликованной работой Ибрагимова стала статья в сборнике «Эфемериды малых планет на 1959 г.». После окончания университета Ибрагимов до конца своих дней проработал в Шемахинской астрофизической обсерватории. По предложению Султанова он стал заниматься изучением планет Солнечной системы.
Вскоре Ибрагимов был командирован в Харьковскую обсерваторию, где в 1966 году под руководством Николая Барабашова защитил кандидатскую диссертацию на тему «Интегральная спектрофотометрия Марса».
В Шемахинской обсерватории Ибрагимов долгое время занимался исследованием Марса. В 1971 году он вместе со своими коллегами заметил отсутствие жёлтых облаков и появление фиолетовых на утренних и вечерних краях диска на этой планете. Также Ибрагимову удалось установить, что в атмосфере Марса постоянно присутствуют «сгустки» аэрозольных частиц.
В 1971 году Ибрагимов стал руководителем лаборатории Физики планет. Здесь он исследовал Уран и Нептун. Ибрагимов вместе с А. А. Атаи впервые определил эквивалентную толщину метана в надоблачной атмосфере Урана.
Результаты исследований Ибрагимова в области изучения планет земной группы и планет гигантов впоследствии наши подтверждения с помощью разных методов. В августе 1982 года на заседании Генеральной Ассамблеи Международного Астрономического Союза исследования Ибрагимова были высоко оценены. На этом заседании было решено назвать один из кратеров на Марсе именем Надира Ибрагимова — «Ибрагимов».
Скончался Надир Ибрагимов 1 января 1977 года.